# Dănuț Aelenei
Dănuț Aelenei (n. 7 decembrie 1961, Blăgești, România) este un deputat român, ales în 2020 din partea AUR. Pe 30 martie 2022 a fost exclus din AUR și grupul parlamentar al AUR împreună cu alți 2 deputați.